# モーニング競輪
モーニング競輪は、競輪の競走におけるモーニングレース（早朝競走）である。

## 概要
競輪の競走は長らく日中の時間帯（概ね11時台 - 16時台）ないしナイター（概ね15時台 - 20時台）で行われてきたが、モーニング競輪とは、日中の開催よりもさらに早い、朝8時台から10時台に行う開催を指す。
2023年3月17日より開始した平塚競輪場、2024年7月より本場開催を再開した熊本競輪場も含め、27場にて開催されている。
深夜帯に開催されているミッドナイト競輪は無観客で行われているが、モーニング競輪では日中やナイターと同様に原則として有観客にて行われている。ただし、開催によっては第1レースの発走時刻が8:30頃というケースもあるため、競輪場によっては通常の開門時間までは無観客で行う場合もある。また、開催日で場外発売が予定されていない日の場合、全て無観客になるパターンもある。
出場各選手ならびに先頭誘導員に対しては、1レースごとに日当とは別途で「モーニング手当」として4000円が支給される（2024年4月時点。3日間で12000円）。また、日中などの開催と同様に、雨天時や正月三が日の開催などでは別途その手当も支給される。
なお、S級戦については2016年10月19日から21日にかけて高知競輪場で一度開催されたのみであり、現時点ではモーニング競輪でS級戦の開催予定はない。

## 歴史
モーニング競輪は、2012年のゴールデンウィーク期間中である5月4日から6日にかけて行われた、岸和田競輪場でのFII開催が最初とされている。この開催では試験的に第1レースの発走時刻を9時45分に、最終第11レースの発走時刻を14時50分にそれぞれ設定し「岸和田モーニング945・こいのぼり賞」として行われた。これを日本の公営競技としての競輪を管轄する公益財団法人JKAが「モーニング競輪」と命名、以後全国の各競輪場で順次導入されるようになった。
ミッドナイト競輪同様に売り上げは好調で、2022年2月28日から3月2日にかけて行われた豊橋FIIでは、初日は3億13万5400円の、2日目は5億1396万7200円の、最終日は4億2112万6300円の売り上げがそれぞれあり、3日間トータルでの総売上額は12億3522万8900円となった。
開始当初は1日1開催のみであったが、2022年4月より、同日に2開催を組む日も出てきている。
2025年4月より、日中開催とで発走時刻の重複を避けるため、12レース制は廃止し全ての開催で7レース制に統一する。

## 入場について
全レース有観客で行われる日中開催・ナイター開催、全レース無観客で行われるミッドナイト競輪とは異なり、モーニング競輪は競輪場により入場形態が異なる。本場外向では第1レースから発売していても、スタンドに入れないというケースもある。
- 全レース有観客[5]
- 10時ごろの開門後のみ有観客（10時開門の場合、おおむね第6レース以降しか観戦できない）
- 全レース無観客

## 開催方法
以下は、2024年3月時点。2020年6月まではA級1・2班戦は9車立てで行われていた。
- 1開催は通常の一般開催と同じで3日間制。
- 1日7競走を基本とする。ただしA級1・2班戦またはチャレンジ戦の7レース制もしくは5レース制で、さらにガールズケイリン2レースが加わる開催もある。
- 第1レースは最も早い開催で8時30分であり、以降基本的に20分間隔での発走となる。
  - モーニング開催が2場実施される場合は発走時間を調整し、各々が10分間隔で交互に発走するスケジュールとなる。
- 一部の競輪場では、さらに昼間にかかる時間まで開催を行う12レース制で実施され、この場合男子はA級1・2班戦、チャレンジ戦の両方が行われる。
- FII開催であるので、レースは原則7車立て（最小は5車立て）。ミッドナイト競輪と異なり、車番は番組編成員が決定する。
- 最大7車立てのため、枠番2連勝複式・単式の発売がなく、全レースとも車番2連勝複式（ワイド含む）・単式、車番3連勝複式・単式の5つの賭け式で発売される。

## 番組編成
2024年4月時点で実施されている番組編成は、基本的には以下の通り。

### 7車立て・3日制7R開催の場合
- 初日 
  - 第1競走 - 第6競走 - A級予選競走（2着までの選手全員と、3着選手のうち2名が準決勝競走に進出）
  - 第7競走 - A級初日特選競走（全員が準決勝競走に進出）
- 2日目
  - 第1競走・第2競走 - A級一般競走（準決勝・選抜進出者以外の選手による競走）
  - 第3競走・第4競走 - A級選抜競走（予選3着の残余4名、4着全選手、5着のうち4名による競走）
  - 第5競走 - 第7競走 - A級準決勝競走（2着までの選手全員と、3着選手のうち1名が決勝競走に進出）
- 3日目（最終日）
  - 第1競走 - 第3競走 - A級一般競走（決勝・特選進出者以外の選手による競走）
  - 第4競走 - 第6競走 - A級特選競走（準決勝3着の残余2名と、4~7着全選手、選抜2着までの選手全員と、3着選手のうち1名、2日目一般1着2名による競走）
  - 第7競走 - A級決勝競走

### 7車立て・3日制オールA級チャレンジ7R開催の場合
- 初日 
  - 全競走 - A級チャレンジ予選競走（3着までの選手全員が準決勝競走に進出）
- 2日目
  - 第1競走・第2競走 - A級チャレンジ一般競走（準決勝・選抜進出者以外の選手による競走）
  - 第3競走・第4競走 - A級チャレンジ選抜競走（予選4着、5着全選手による競走）
  - 第5競走 - 第7競走 - A級チャレンジ準決勝競走（2着までの選手全員と、3着選手のうち1名が決勝競走に進出）
- 3日目（最終日）
  - 第1競走 - 第3競走 - A級チャレンジ一般競走（決勝・選抜進出者以外の選手による競走）
  - 第4競走 - 第6競走 - A級チャレンジ選抜競走（準決勝3着の残余2名と、4〜7着全選手、選抜2着までの選手全員と、3着選手のうち1名、2日目一般1着2名による競走）
  - 第7競走 - A級チャレンジ決勝競走

### 7車立て・3日制12R開催の場合
- 初日 
  - 第1競走 - 第5競走 - A級チャレンジ予選競走（4着までの選手全員と5着選手のうち1名が準決勝競走に進出）
  - 第6競走・第7競走 - L級ガールズ予選競走
  - 第8競走 - 第11競走 - A級特予選競走（3着までの選手全員と4着選手のうち2名が準決勝競走に進出）
  - 第12競走 - A級初日特選（全員が準決勝競走に進出）
- 2日目
  - 第1競走・第2競走 - A級チャレンジ一般競走（準決勝進出者以外の選手による競走）
  - 第3競走 - 第5競走 - A級チャレンジ準決勝競走（2着までの選手全員と3着選手のうち1名が決勝競走に進出）
  - 第6競走・第7競走 - L級ガールズ予選競走（ポイント制で上位7名が決勝競走進出）
  - 第8競走・第9競走 - A級特一般競走（準決勝進出者以外の選手による競走）
  - 第10競走 - 第12競走 - A級準決勝競走（2着までの選手全員と3着選手のうち1名が決勝競走に進出）
- 3日目（最終日）
  - 第1競走・第2競走 - A級チャレンジ一般競走（決勝・選抜進出者以外の選手による競走）
  - 第3競走・第4競走 - A級チャレンジ選抜競走（準決勝3着の残余2名と、4着〜6着全選手、2日目一般1着の選手全員、2着1名による競走）
  - 第5競走 - L級ガールズ一般競走
  - 第6競走・第7競走 - A級特一般競走（決勝・選抜進出者以外の選手による競走）
  - 第8競走・第9競走 - A級特選競走（準決勝3着の残余2名と、4着〜6着全選手、2日目の特一般1着の選手全員、2着1名による競走）
  - 第10競走 - L級ガールズ決勝競走
  - 第11競走 - A級チャレンジ決勝競走
  - 第12競走 - A級決勝競走

（なお、後半3つの決勝競走の順番は開催場によって前後することがある）

## 実施競輪場
- 青森競輪場
- いわき平競輪場
- 取手競輪場
- 宇都宮競輪場
- 大宮競輪場
- 西武園競輪場
- 立川競輪場
- 松戸競輪場
- 平塚競輪場[1]
- 小田原競輪場
- 伊東温泉競輪場
- 豊橋競輪場
- 名古屋競輪場（太閤秀吉モーニング）
- 松阪競輪場
- 福井競輪場
- 奈良競輪場
- 和歌山競輪場
- 高松競輪場
- 小松島競輪場
- 高知競輪場（グッドモーニング900[6]）
- 松山競輪場
- 武雄競輪場
- 佐世保競輪場
- 別府競輪場
- 熊本競輪場 - 2024年7月より再開、同月よりモーニング競輪も実施